# Catedral de Svetitskhoveli
La catedral de Svetitskhoveli (georgià: სვეტიცხოველი, Svetitskhòveli) ( ? i  escolteu-ne la pronunciació en georgià) és una catedral ortodoxa de Geòrgia localitzada a la ciutat de Mtskhetha, que fou el centre religiós de la Geòrgia medieval. La catedral, construïda al segle xi durant el patriarcat de Melquisedec I de Geòrgia, té planta de creu. El nom georgià significa «pilar de vida» i fa al·lusió a una llegenda relacionada amb la vida de santa Nina de Geòrgia i la túnica de Jesús. Tamerlà va infligir severs danys a l'edifici, i, al segle xv, va ser remodelat. Forma part des de 1994 al costat d'altres monuments històrics de Mtskhetha de la llista del Patrimoni de la Humanitat.

## Galeria

Catedral de Svetitskhoveli
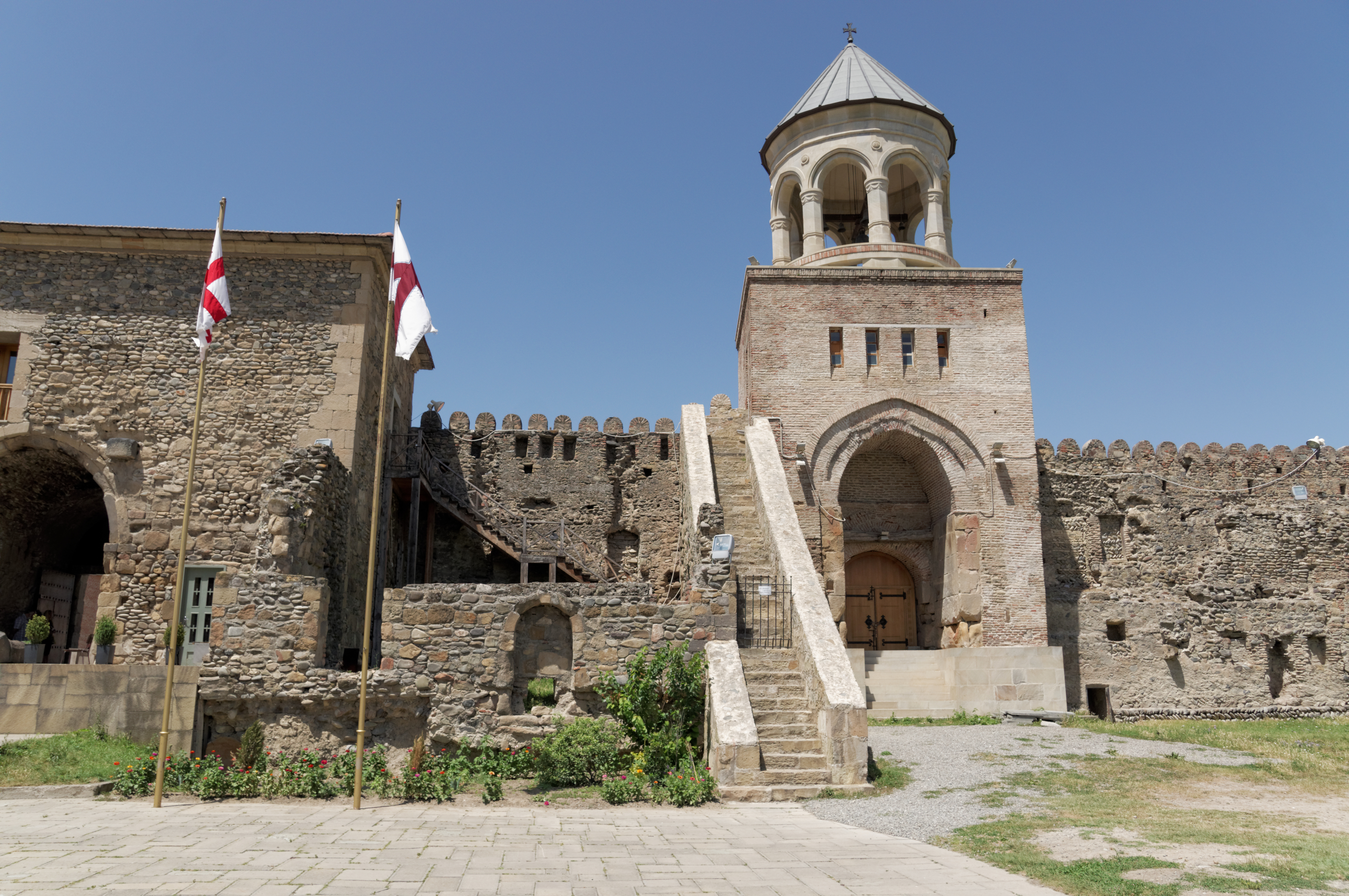
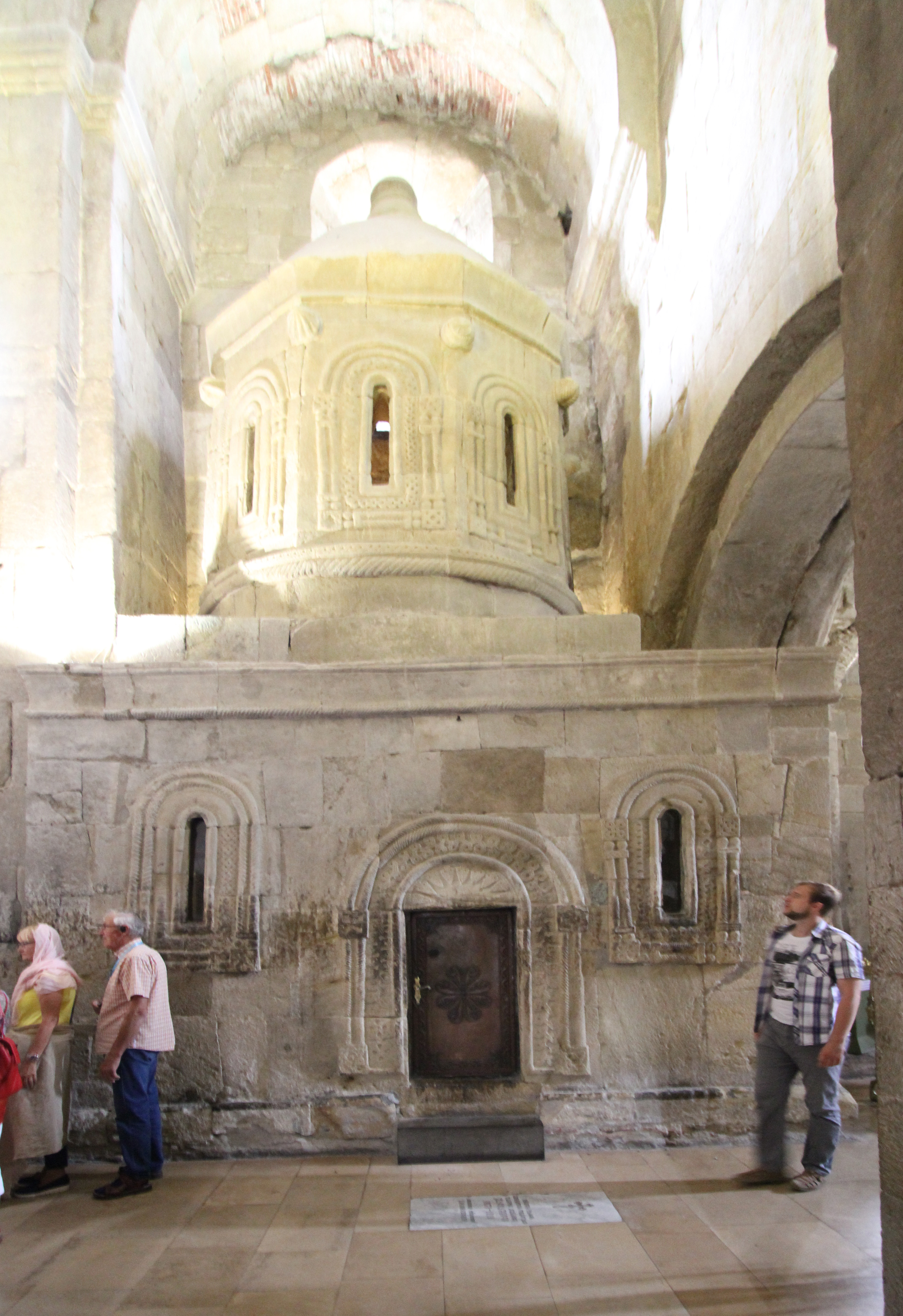
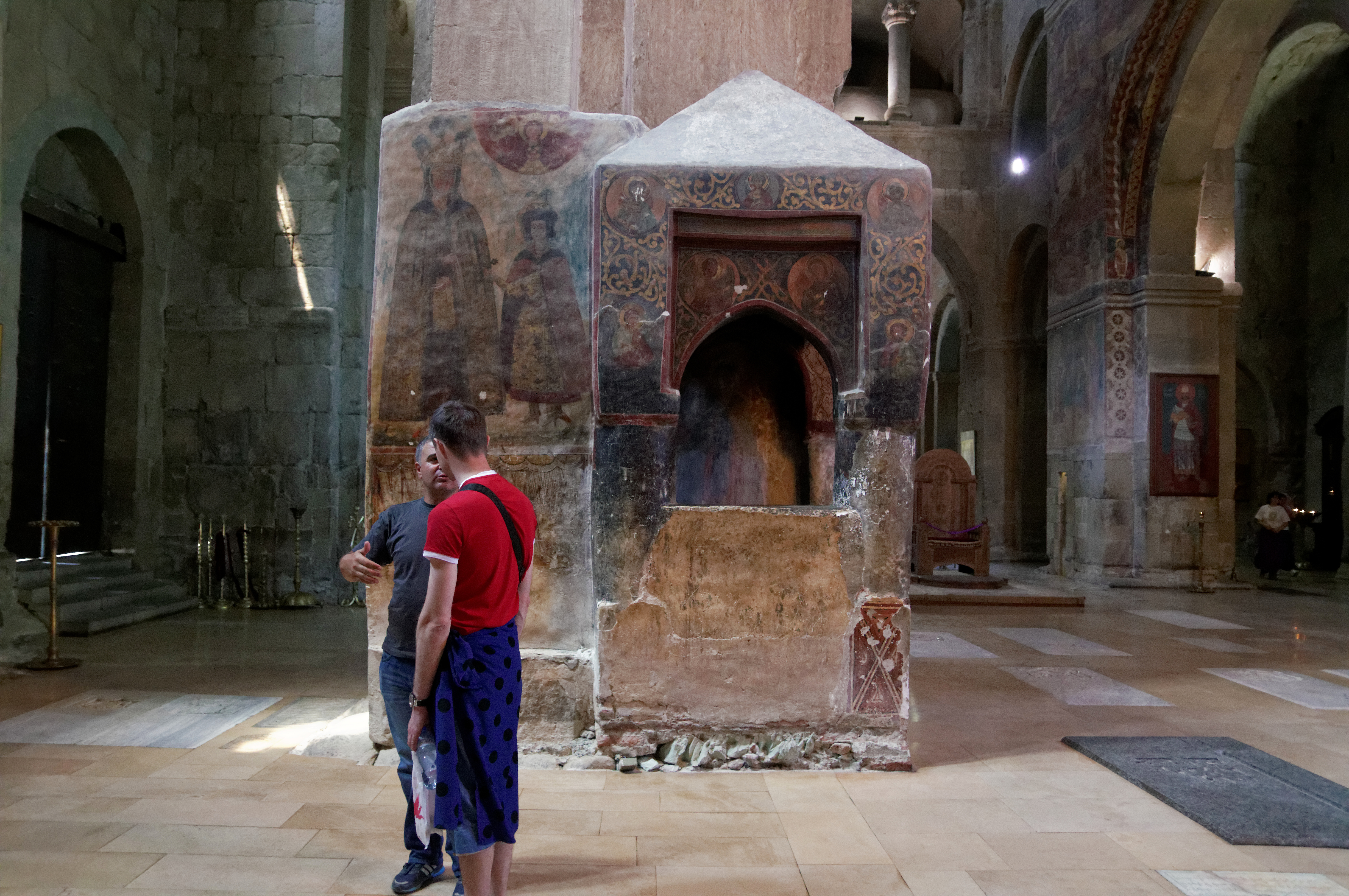
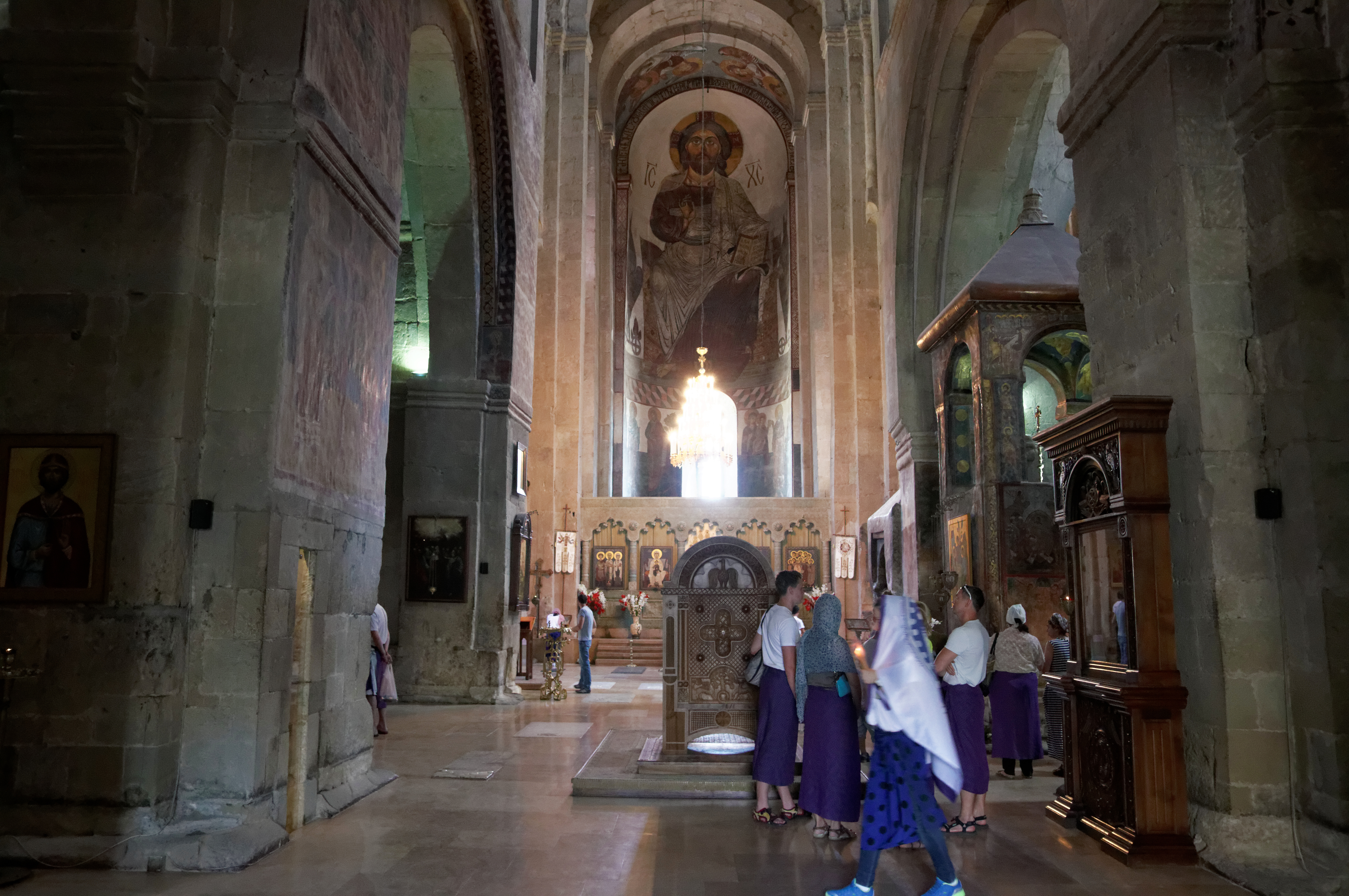
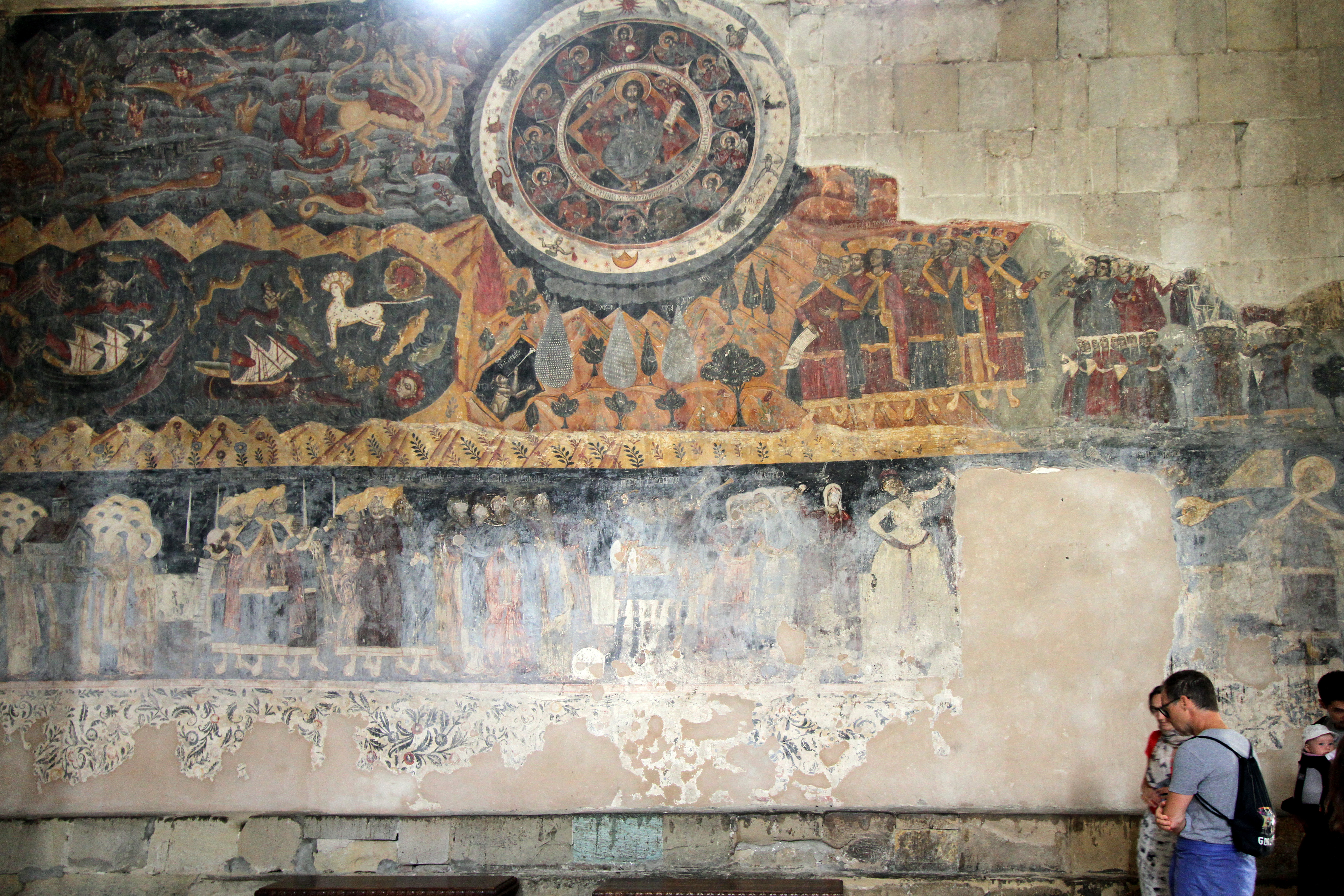
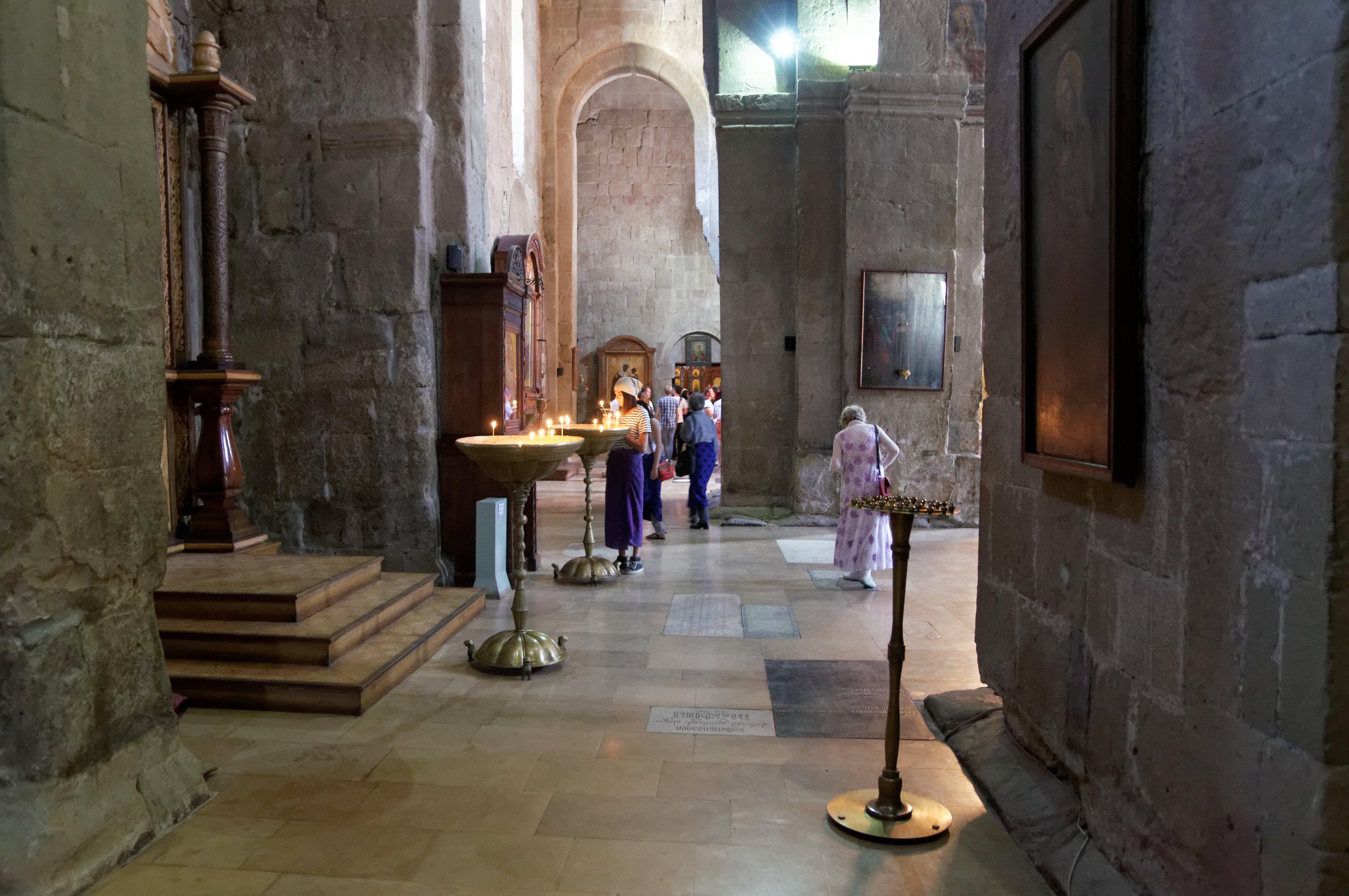